# Thomas Schalekamp
Thomas Schalekamp (Dordrecht, 5 juni 2000) is een Nederlands voetballer die als aanvaller speelt voor FC Dordrecht.

## Clubcarrière
Schalekamp kwam uit voor SC Emma, Vv Drechtstreek en VV Dubbeldam alvorens hij de overstap maakte naar de jeugdopleiding van FC Dordrecht. Hij maakte op 12 oktober 2018 zijn debuut in het betaalde voetbal in een wedstrijd tegen SC Cambuur (3-1 winst). Schalekamp kwam één minuut voor tijd binnen de lijnen en zag hoe zijn ploeg de eerste overwinning van het seizoen boekte.

### Statistieken
| Seizoen                   | Club           |                    | Competitie     | Competitie | Competitie | Beker | Beker | Overig | Overig | Totaal | Totaal |
| Seizoen                   | Club           | Wed.               | Competitie     | Dlp.       | Wed.       | Dlp.  | Wed.  | Dlp.   | Wed.   | Dlp.   |        |
| ------------------------- | -------------- | ------------------ | -------------- | ---------- | ---------- | ----- | ----- | ------ | ------ | ------ | ------ |
| 2018/19                   | FC Dordrecht   | Vlag van Nederland | Eerste divisie | 15         | 1          | 0     | 0     | –      | –      | 15     | 1      |
| Carrièretotaal            | Carrièretotaal | Carrièretotaal     | Carrièretotaal | 15         | 1          | 0     | 0     | 0      | 0      | 15     | 1      |
| Bijgewerkt op 10 mei 2019 |                |                    |                |            |            |       |       |        |        |        |        |